# De wonderstraal
De wonderstraal (Franse titel Le Rayon vert, in sommige Nederlandstalige versies ook uitgebracht als De geheimzinnige straal) is een boek van de Franse auteur Jules Verne. Het boek werd uitgegeven in 1882.

## Inhoud
Het boek beschrijft een reis naar de eilanden van de Binnen-Hebriden in Schotland, met name Iona en Staffa. Het boek gaat om de zoektocht naar een groene flits, die soms te zien is bij een zonsondergang. Het surrealistische decor van de grotten op het eiland Staffa draagt bij aan het mysterieuze aspect van het boek.
Nadat ze een krantenartikel erover heeft gelezen, weigert Helena Campbell te trouwen totdat ze dit optische fenomeen ziet. Ze reist naar de westkust van Schotland en de Hebriden. Daar ontmoeten ze de kunstenaar Oliver Sinclair, op wie Helena verliefd wordt. Veel kansen om de groene straal te zien worden op het laatste moment verijdeld. Uiteindelijk wordt de groene straal gezien door haar familie en bedienden. Helena en Oliver missen het fenomeen wanneer ze elkaar in de ogen kijken.

## Galerij

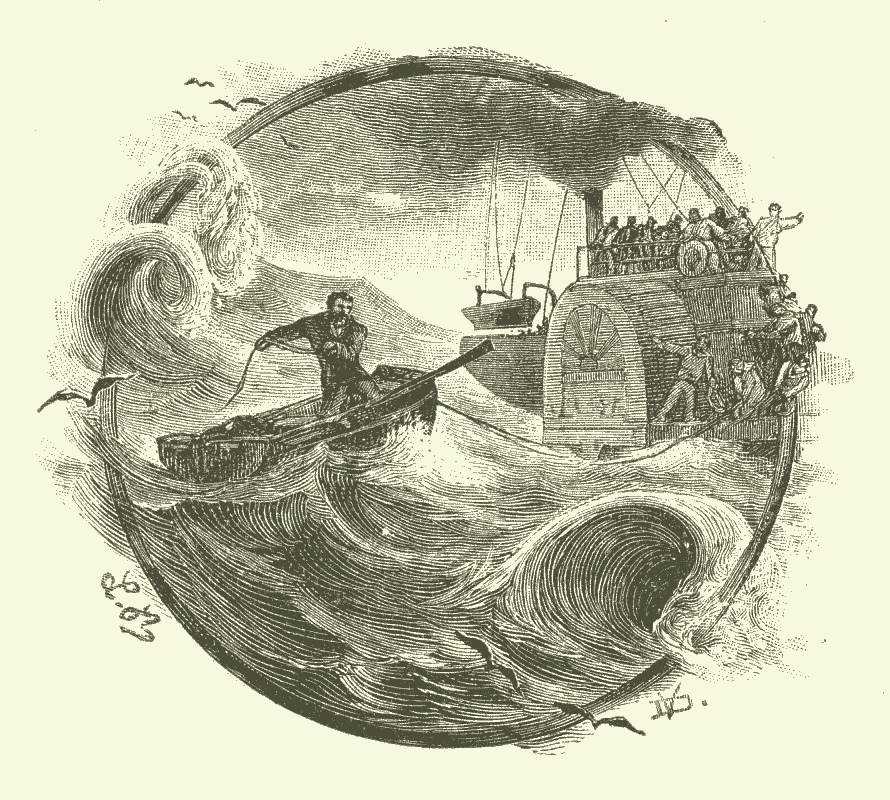
Uit 'De Wonderstraal'. Illustratie door Léon Benett.
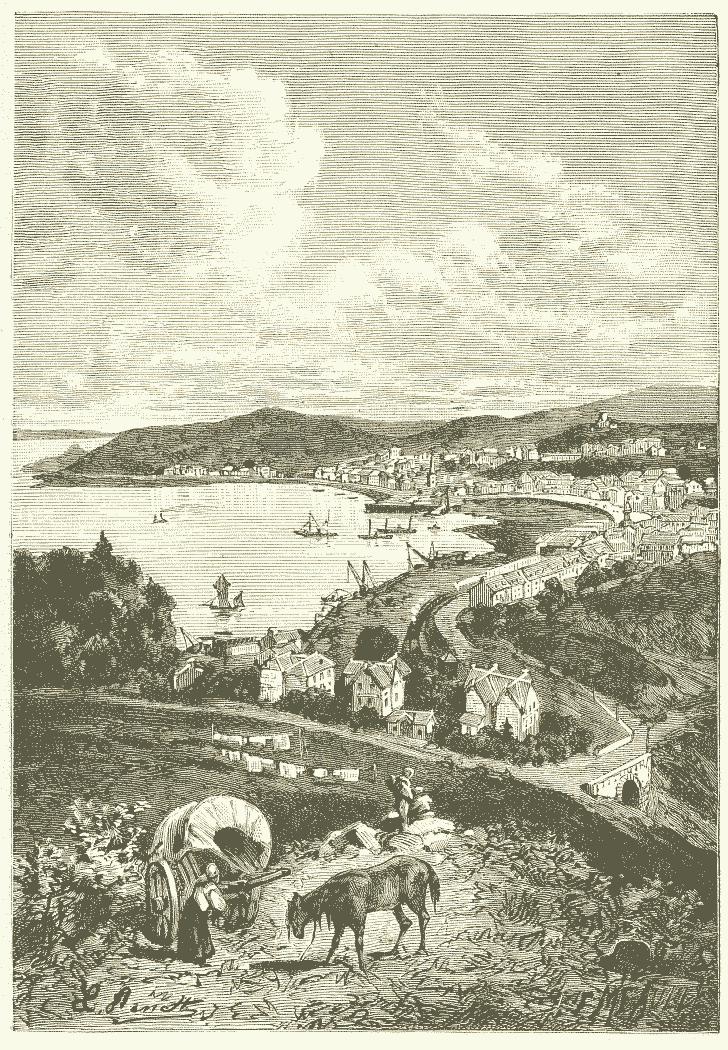
Uit 'De Wonderstraal', Het dorp Oban in Schotland. Illustratie door Léon Benett.
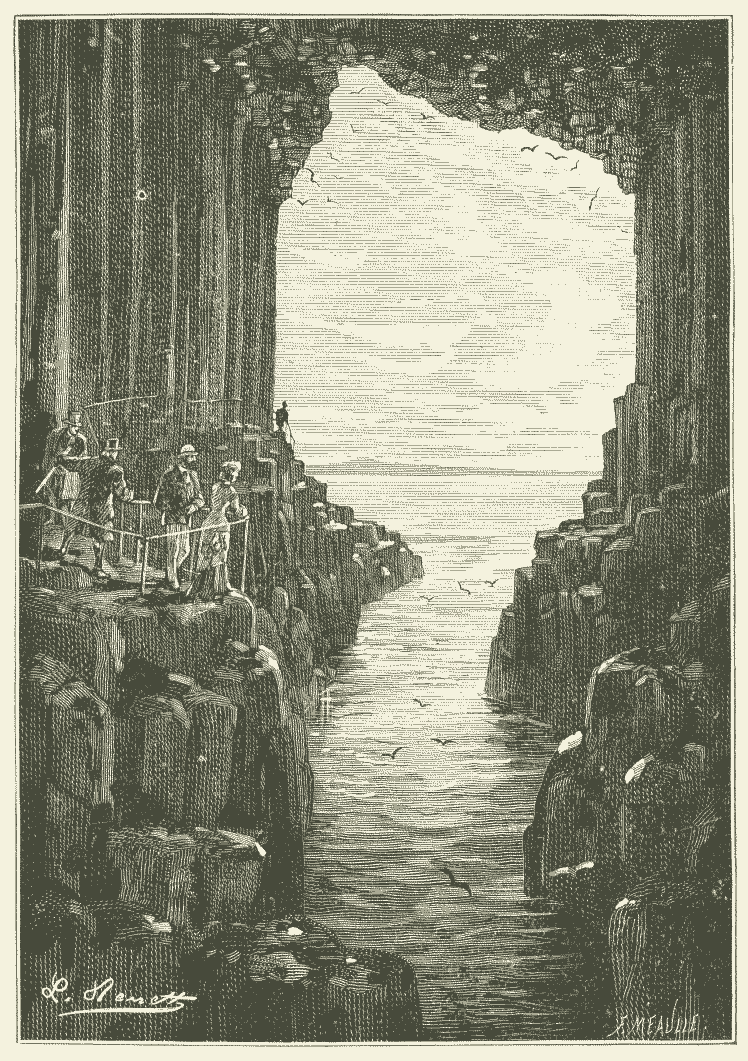
Uit 'De Wonderstraal', Basaltgrot op het eiland Staffa. Illustratie door Léon Benett.